# Muraenidae
Famille
Sous-familles de rang inférieur
- Muraeninae
- Uropterygiinae

Les murènes ou murénidés (Muraenidae) forment une famille de poissons anguilliformes. On compte environ 200 espèces réparties dans 16 genres. La plus grande espèce, la murène à longue queue, peut mesurer jusqu'à 4 m de long mais la plupart mesurent environ 1,50 m.

## Description

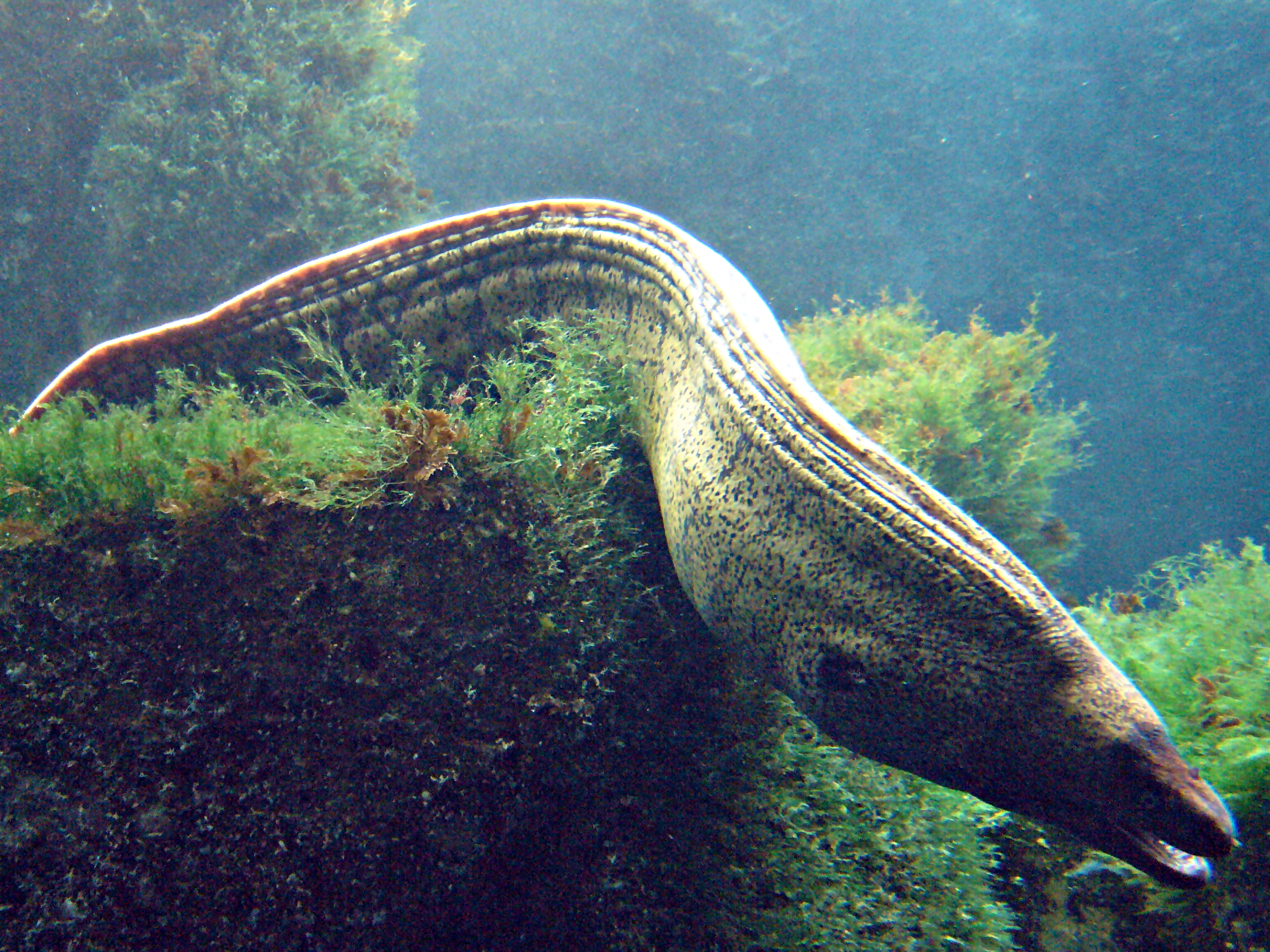
Murène commune montrant la morphologie typique d'une murène : forme anguilliforme robuste et absence de nageoires pectorales.

Mâchoires externes et pharyngeales de la murène.

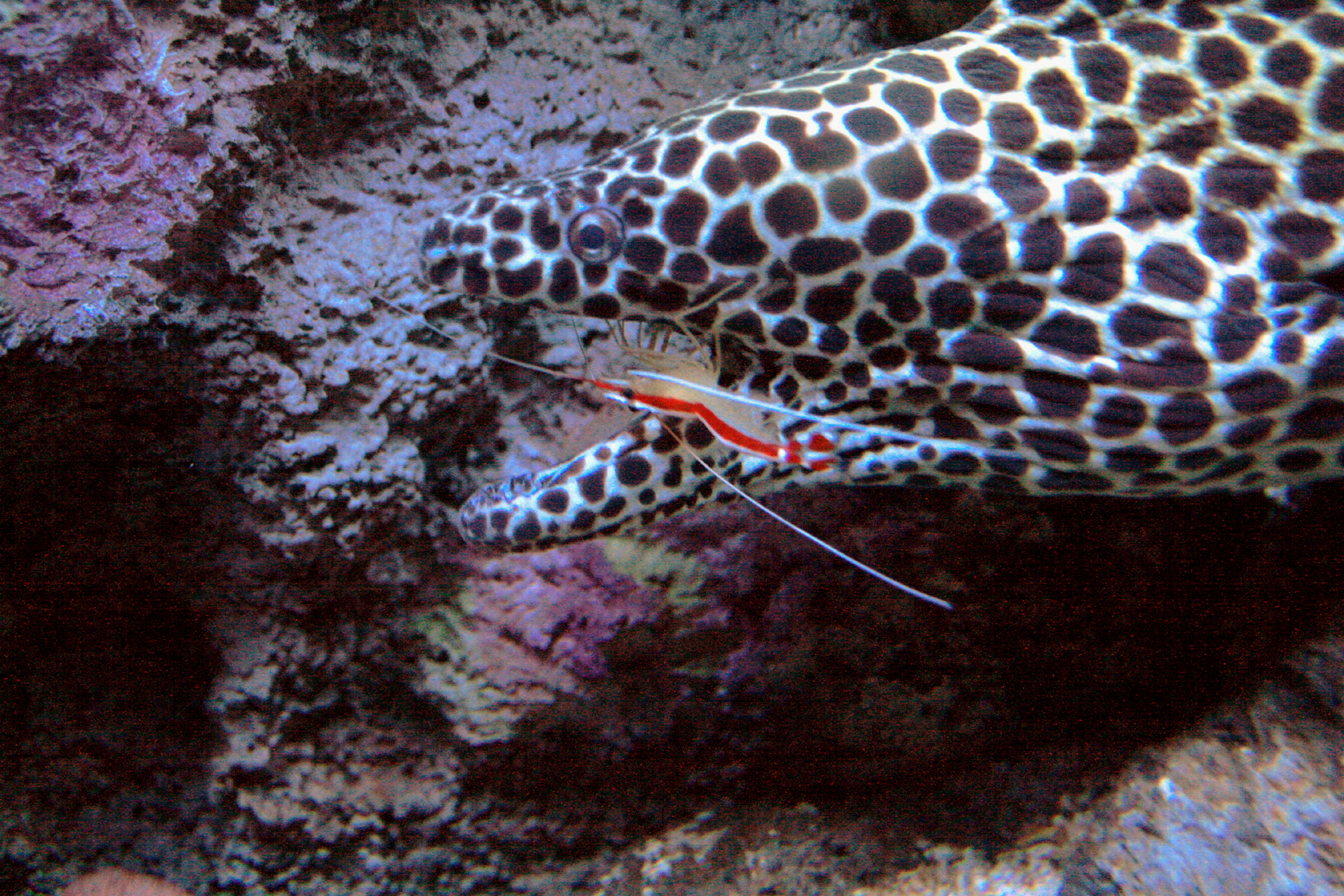
Lysmata amboinensis nettoyant la cavité buccale d'une murène.

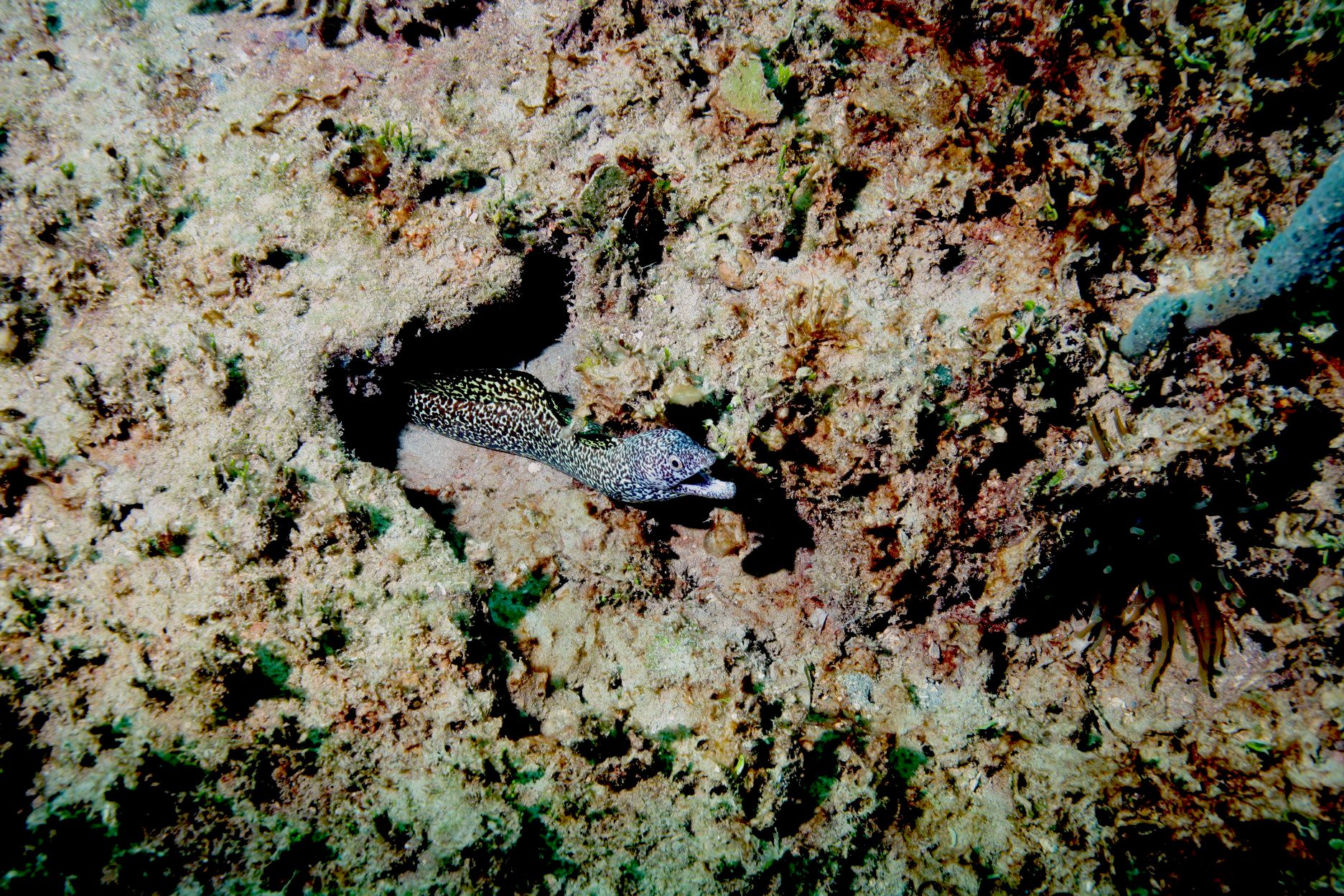
Gymnothorax moringa.

Les murénidés sont des poissons téléostéens caractérisés par l’absence de nageoires paires, une peau lisse et épaisse sans écailles ainsi qu’une fente operculaire très étroite (généralement un simple trou arrondi). La murène a un corps anguilliforme, robuste et légèrement comprimé latéralement, surtout dans sa partie postérieure. La tête est courte, massive, à profil bombé, et porte entre 1 et 3 pores latéraux. Les dents sont longues et pointues. Les nageoires pectorales et ventrales sont absentes ; la dorsale se prolonge sans discontinuité par les nageoires et la queue.
Certaines espèces (comme Muraena retifera) possèdent une deuxième paire de mâchoires situées dans l'arrière-gorge et qui peut s'avancer dans la cavité buccale lors de la capture d'une proie, permettant ainsi sa déglutition ; c'est le cas de la murène de Java, qui a inspiré la célèbre créature fictive extraterrestre de l'univers d’Alien.
La famille des Muraenidae comporte de nombreuses espèces, réparties en deux sous-familles : les Muraeninae et les Uropterygiinae. Les murènes sont des prédateurs de crevettes, crabes, seiches, pieuvres et poissons qu’elles chassent plutôt la nuit. Elles chassent parfois en coopération avec des mérous ou d'autres poissons prédateurs (l'invitation à la chasse étant lancée par des hochements de tête). La coopération à d'autres niveaux, tels que le nettoyage, est également connue,.

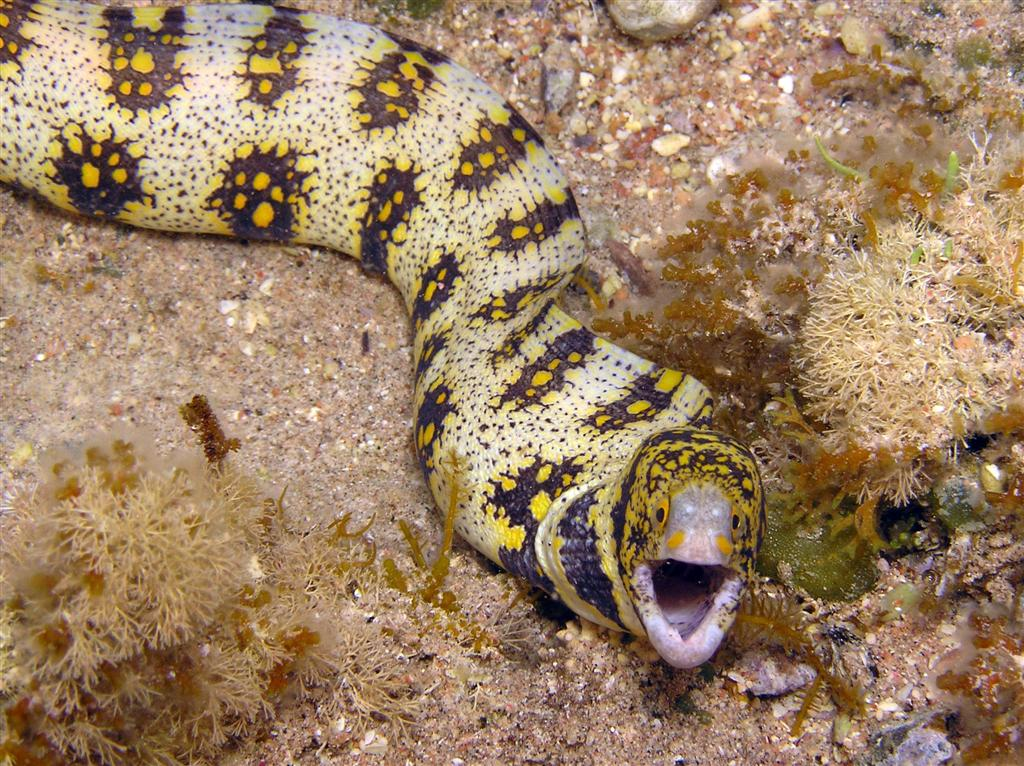
Murène étoilée (Echidna nebulosa)
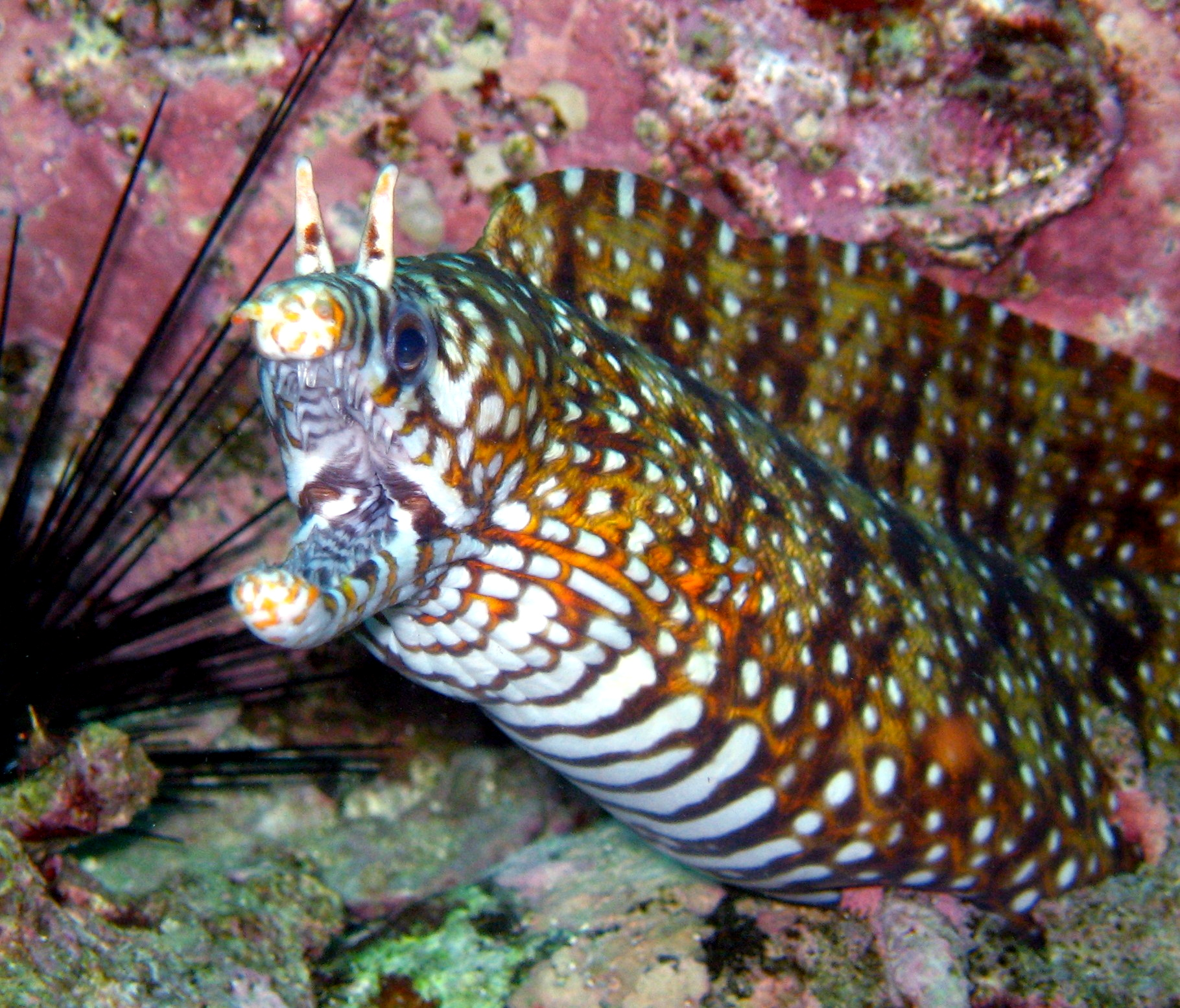
Murène dragon (Enchelycore pardalis)
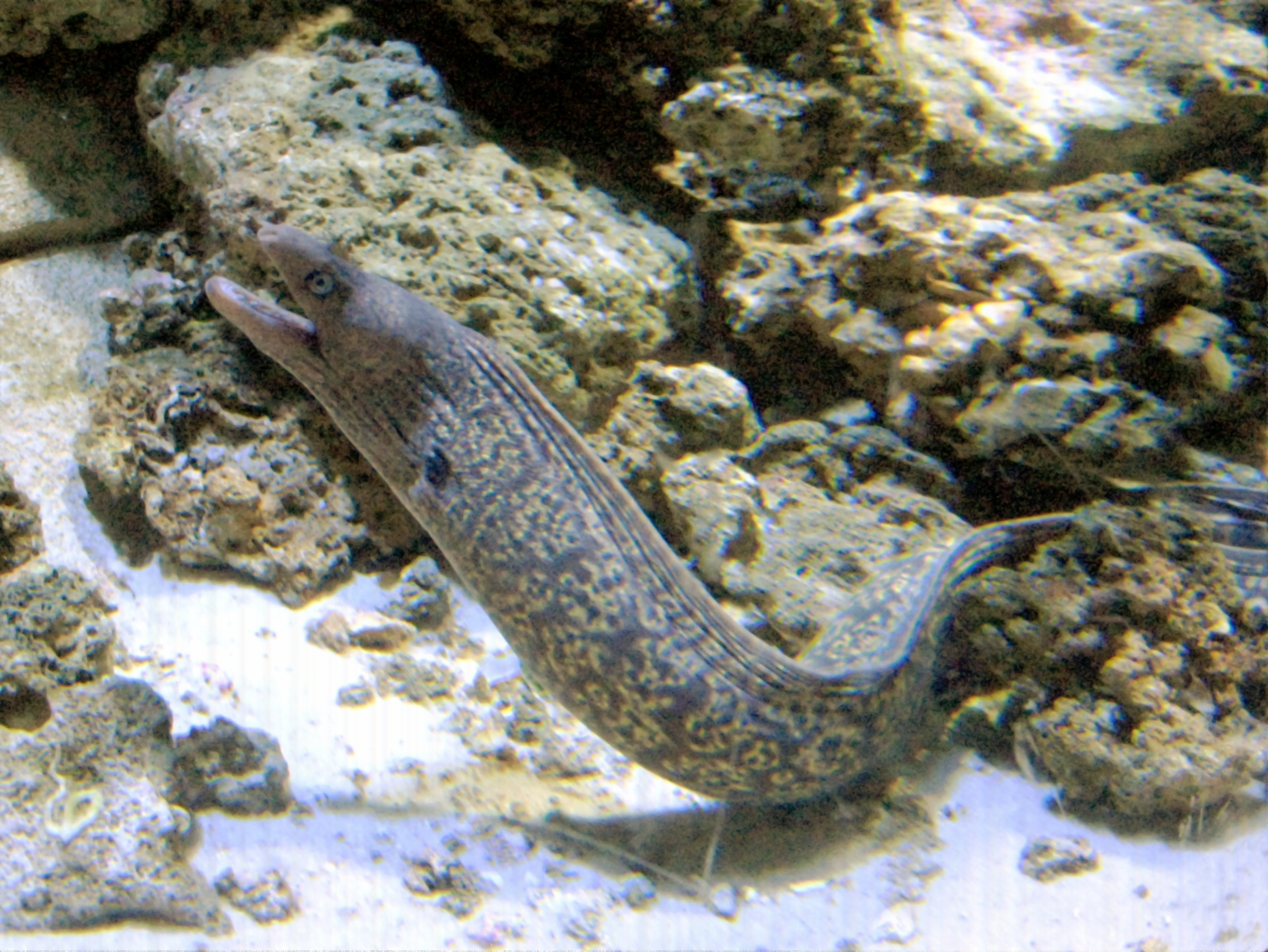
Murène commune (Muraena helena)
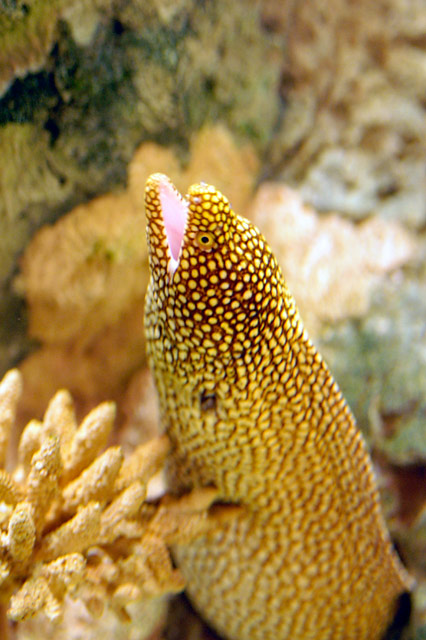
Murène de Californie (Gymnothorax mordax)
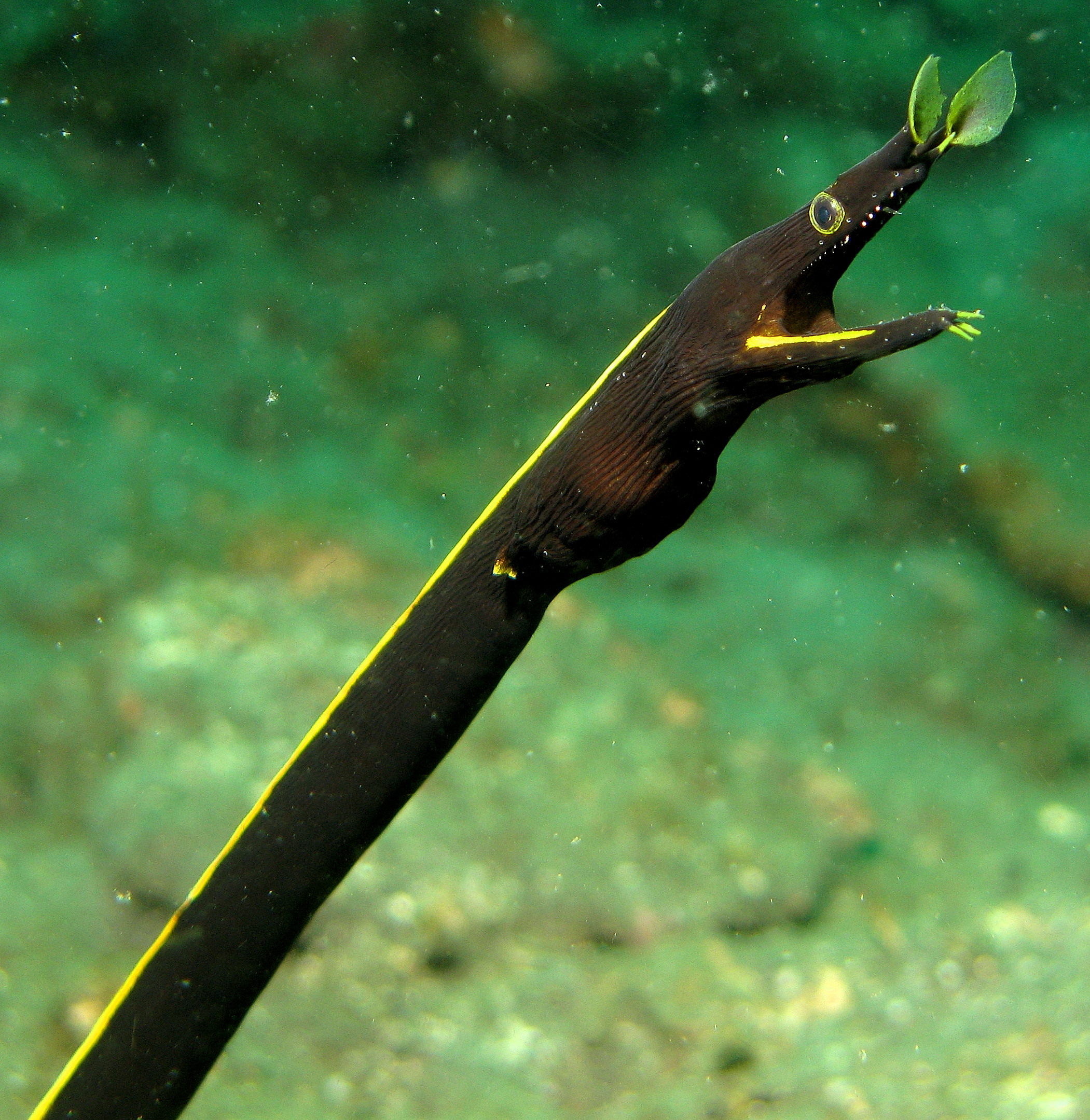
Murène à ruban (Rhinomuraena quaesita)
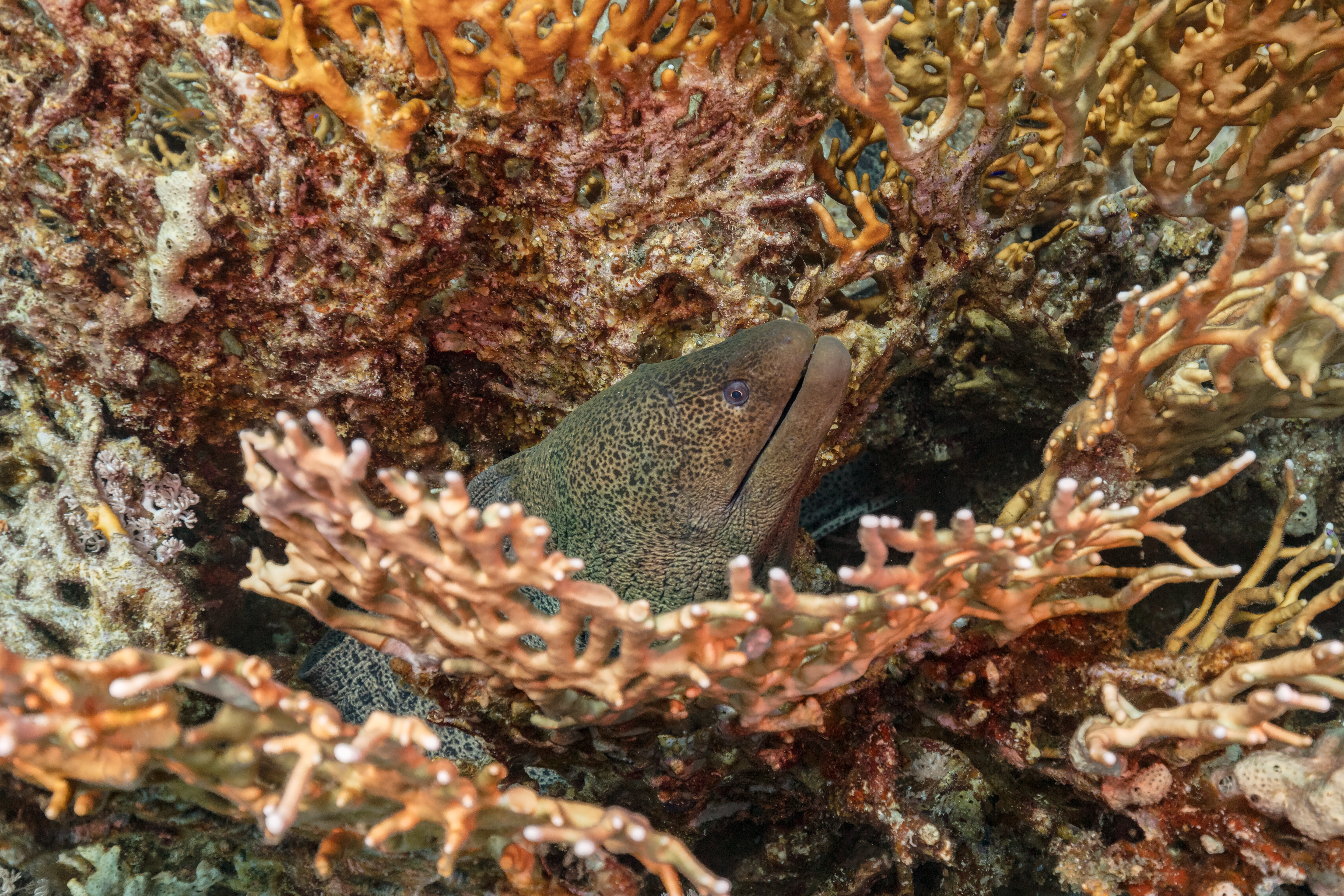
Murène géante (Gymnothorax javanicus)

## Habitat
Les murénidés sont cosmopolites, se trouvant à la fois dans les mers tropicales et tempérées, bien que la plus grande richesse en espèces se trouve dans les récifs des océans chauds. Très peu d'espèces se produisent en dehors des eaux tropicales ou subtropicales, si ce n'est marginalement. Les murènes vivent à des profondeurs allant de la surface à une centaine de mètres, où elles passent la plupart de leur temps dissimulées à l'intérieur des crevasses ou de petites grottes. Bien que plusieurs espèces se retrouvent régulièrement dans de l'eau saumâtre, très peu d'espèces peuvent être trouvées dans l'eau douce, hormis la murène d'eau douce (Gymnothorax polyuranodon) et la murène rose à lèvres (Echidna rhodochilus).

## Relations aux humains
Les murènes sont souvent considérées comme des animaux vicieux ou agressifs, principalement du fait de leur physique, et du fait que leur respiration particulière les oblige à garder la bouche ouverte dans une posture qui peut sembler menaçante. En réalité, quand elles se sentent menacées les murènes se cachent des êtres humains dans des crevasses et préfèrent toujours fuir plutôt que d'attaquer. Elles sont en effet timides et discrètes et n'attaquent l'Homme qu'en cas de défense si elles se sentent menacées, ou de mauvaise identification. La plupart des attaques proviennent de la perturbation de leur terrier (à laquelle elles réagissent fortement), mais un nombre croissant se produisent également lors de l'alimentation à la main de murènes par les plongeurs, une activité souvent utilisée par les entreprises de plongée pour attirer les touristes. Les murènes ont par ailleurs une mauvaise vision et comptent essentiellement sur leur sens aigu de l'odorat, rendant la distinction entre les doigts et la nourriture difficile, ce qui peut provoquer des morsures douloureuses, de telle sorte que le nourrissage à la main des murènes a été interdit dans certains endroits, comme la Grande barrière de corail.
À l'inverse, la peau des murènes étant  souvent la proie de parasites en raison de son absence d'écailles, certaines murènes peuvent s'habituer à la présence de plongeurs et chercher à se frotter contre leur combinaison, et à même rechercher les caresses.
Bien que la majorité des espèces ne soient pas considérées comme toxiques à la consommation, des preuves indirectes suggèrent que quelques espèces peuvent l'être. Celles ayant ingéré certains types d'algues toxiques, ou plus fréquemment qui ont mangé des poissons qui eux-mêmes ont mangé certaines de ces algues, peuvent, si elles sont consommées, causer une intoxication par la ciguatera, une maladie mortelle.

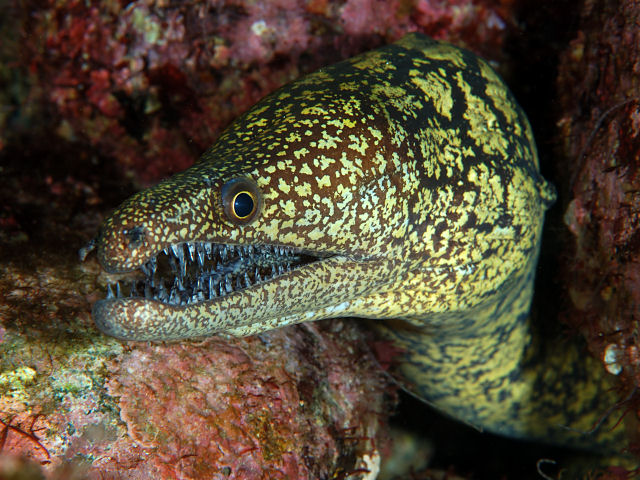
Le physique des murènes est souvent perçu comme effrayant.
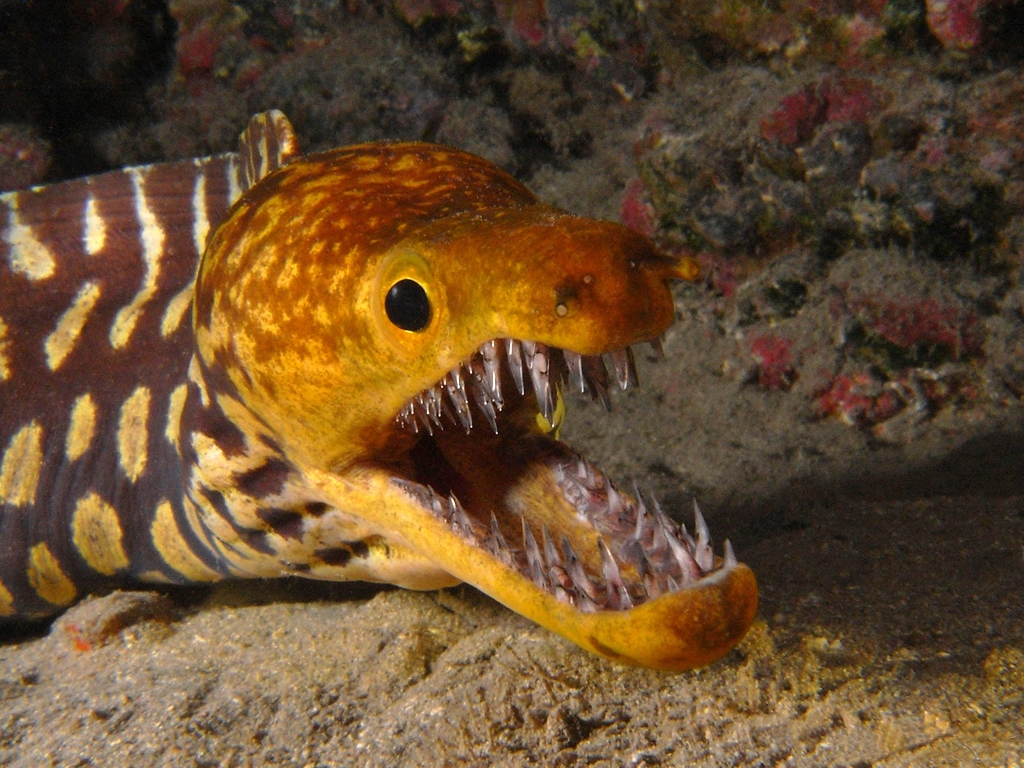
L'habitude des murènes de conserver souvent la bouche ouverte est parfois interprétée à tort comme une attitude menaçante.
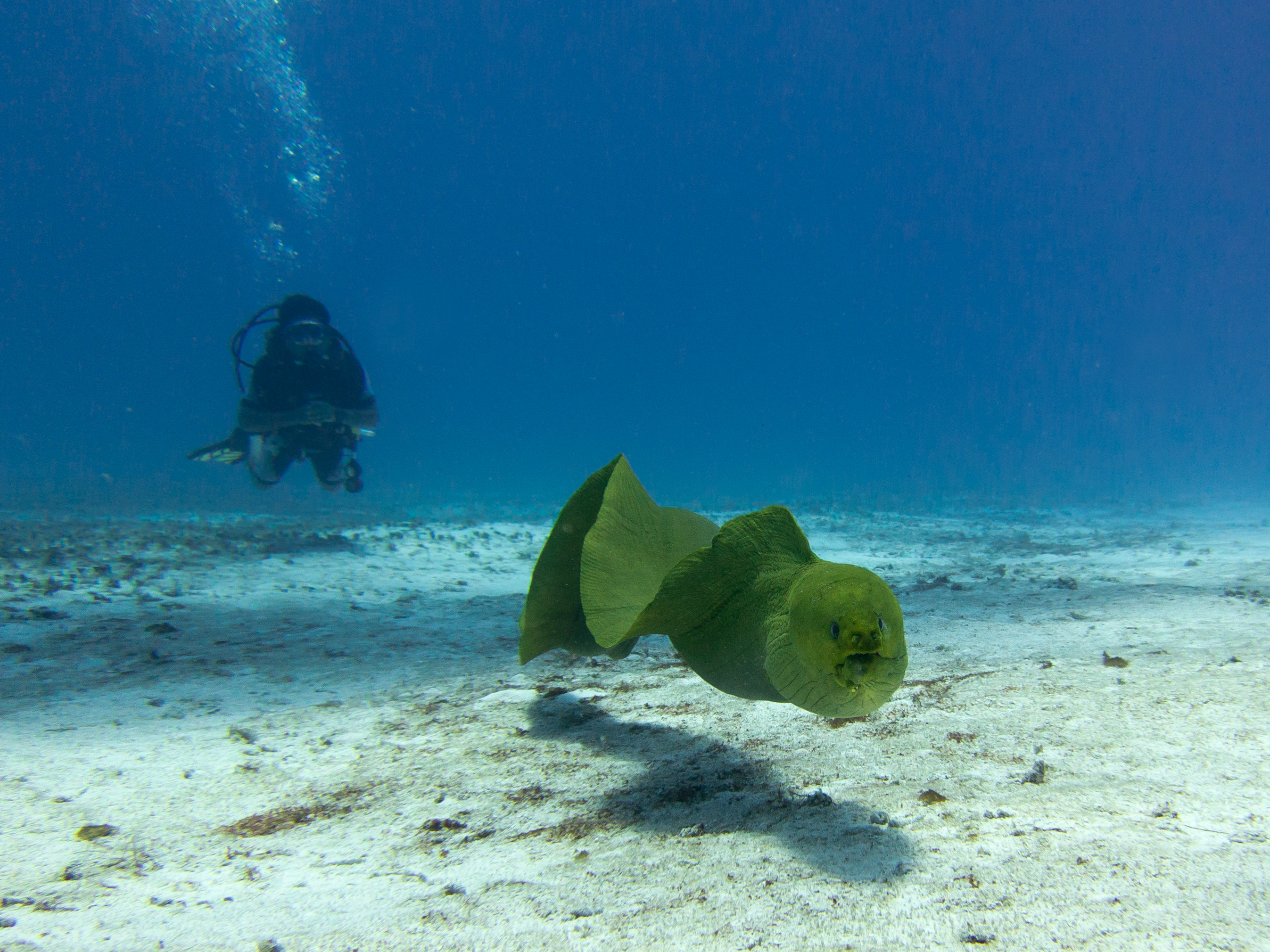
Les murènes sont généralement des compagnons de plongée sans danger, et plutôt amicaux.
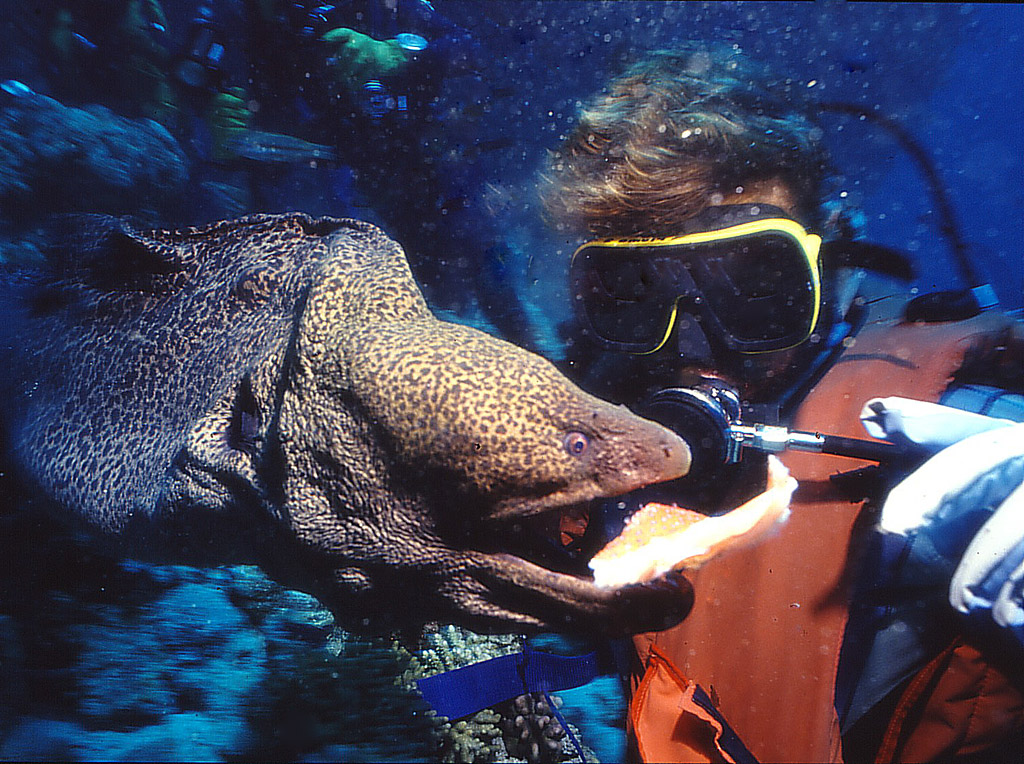
Le nourrissage de murènes peut entraîner des accidents.

## Taxinomie

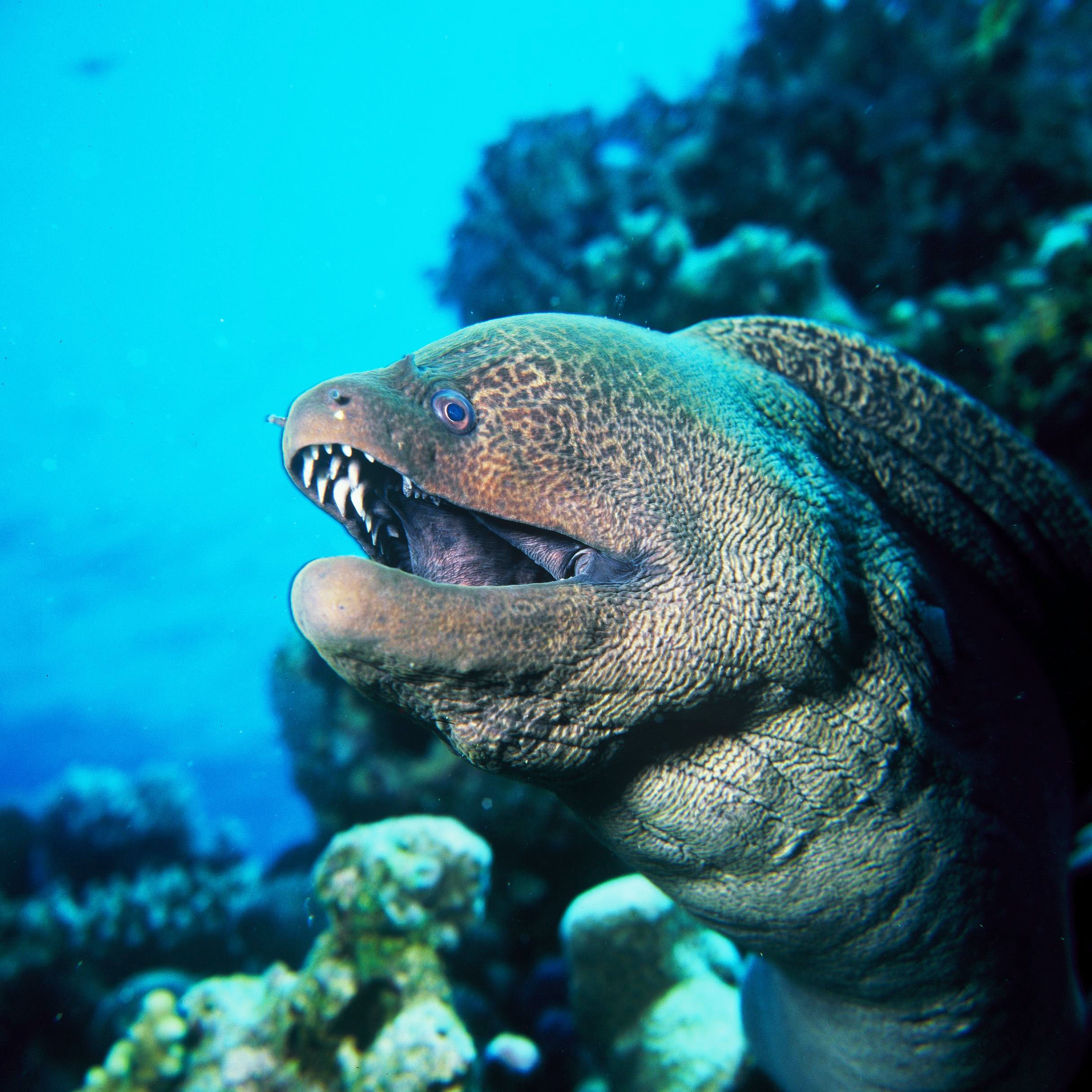
Gymnothorax javanicus, très répandue dans l'Indo-Pacifique tropical, est une des espèces les plus massives, et peut atteindre 3 m de long et peser 70 kg.

On connait actuellement environ 202 espèces de murènes, réparties en 16 genres, le plus diversifié étant de loin Gymnothorax, qui compte plus de la moitié des espèces à lui seul.
Selon World Register of Marine Species (30 septembre 2015), les Muraenidae sont divisées en deux sous-familles constituées des genres suivants :
- sous-famille Muraeninae Rafinesque, 1815
  - genre Diaphenchelys McCosker & Randall, 2007 -- 1 espèce
  - genre Echidna Forster, 1788 -- 11 espèces dont la Murène étoilée
  - genre Enchelycore Kaup, 1856 -- 13 espèces
  - genre Enchelynassa Kaup, 1855 -- 1 espèce
  - genre Gymnomuraena Lacepède, 1803 -- 1 espèce, la murène zèbre
  - genre Gymnothorax Bloch, 1795 -- 125 espèces dont la murène géante
  - genre Monopenchelys Böhlke & McCosker, 1982 -- 1 espèce
  - genre Muraena Linnaeus, 1758 -- 10 espèces dont la murène commune
  - genre Pseudechidna Bleeker, 1863 -- 1 espèce
  - genre Rhinomuraena Garman, 1888 -- 1 espèce, la murène à ruban
  - genre Strophidon McClelland, 1844 -- 1 espèce, la murène à longue queue
- sous-famille Uropterygiinae Fowler, 1925
  - genre Anarchias Jordan & Starks, 1906 -- 11 espèces
  - genre Channomuraena Richardson, 1848 -- 2 espèces
  - genre Cirrimaxilla Chen & Shao, 1995 -- 1 espèce
  - genre Scuticaria Jordan & Snyder, 1901 -- 2 espèces
  - genre Uropterygius Rüppell, 1838 -- 20 espèces

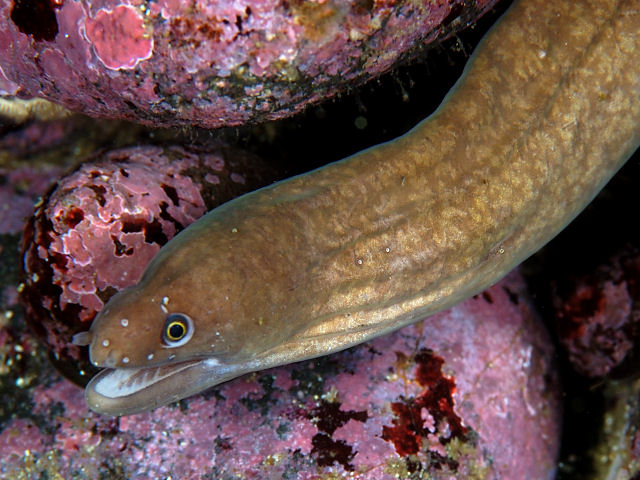
Anarchias seychellensis
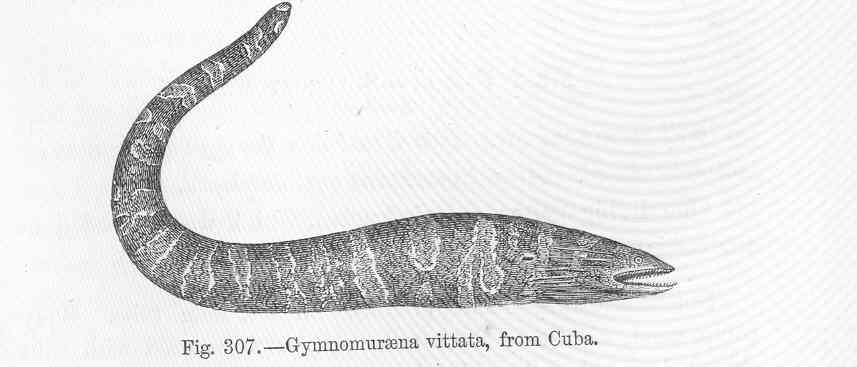
Channomuraena vittata
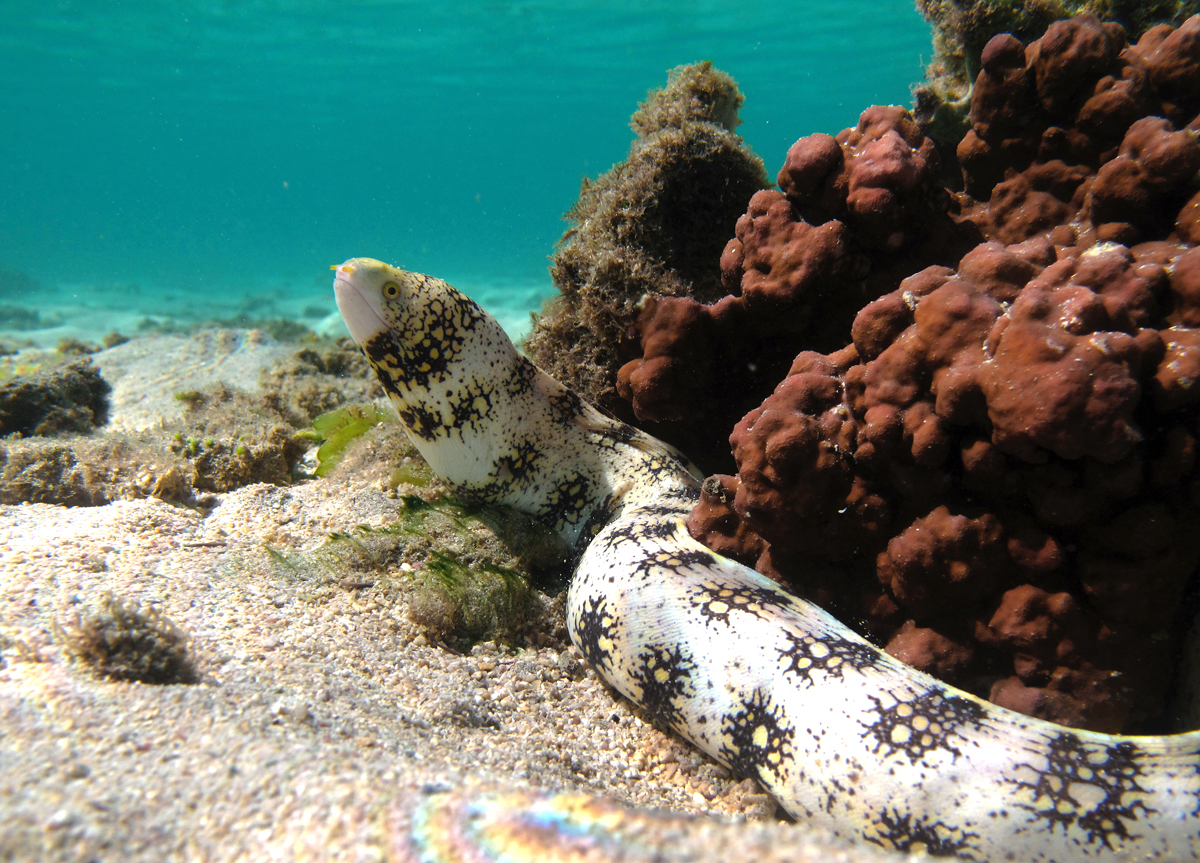
Echidna nebulosa
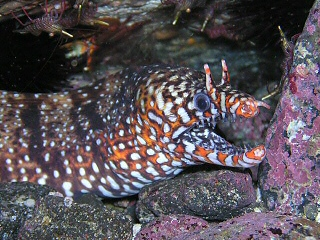
Enchelycore pardalis
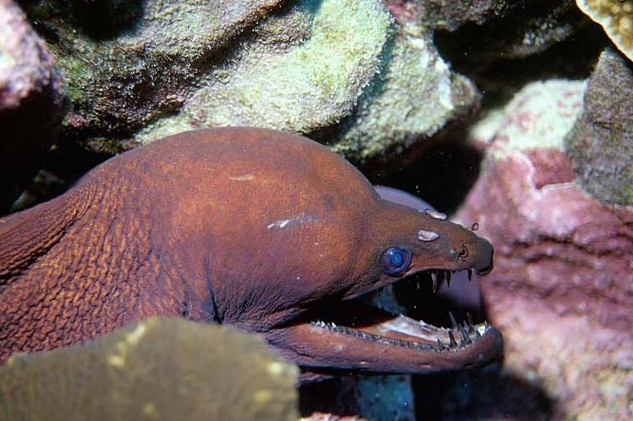
Enchelynassa canina
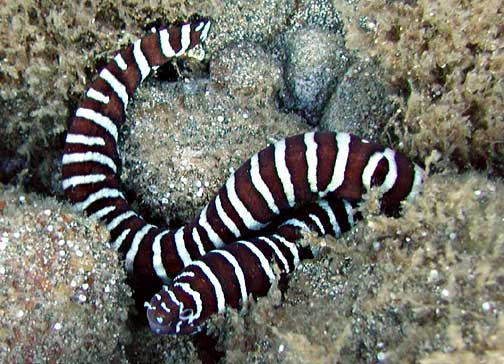
Gymnomuraena zebra
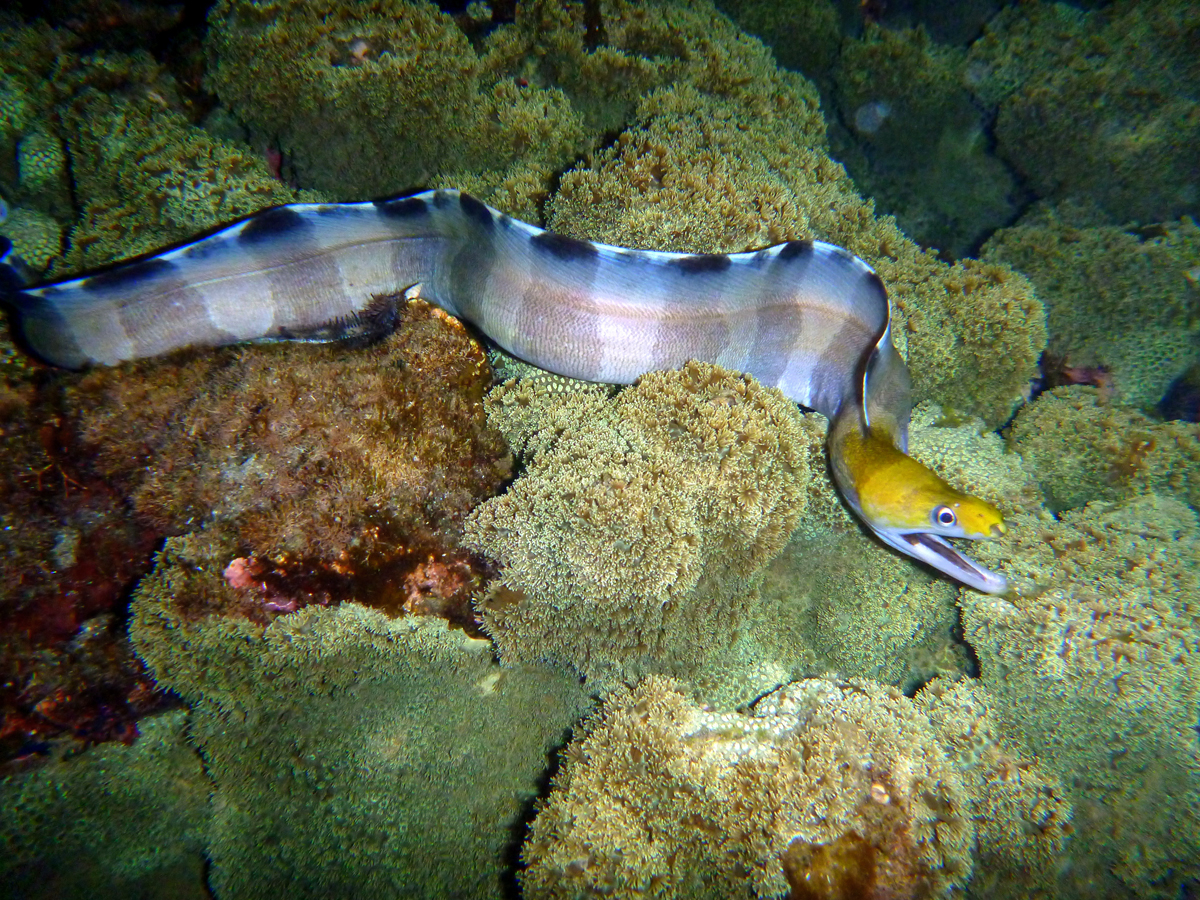
Gymnothorax rueppelliae
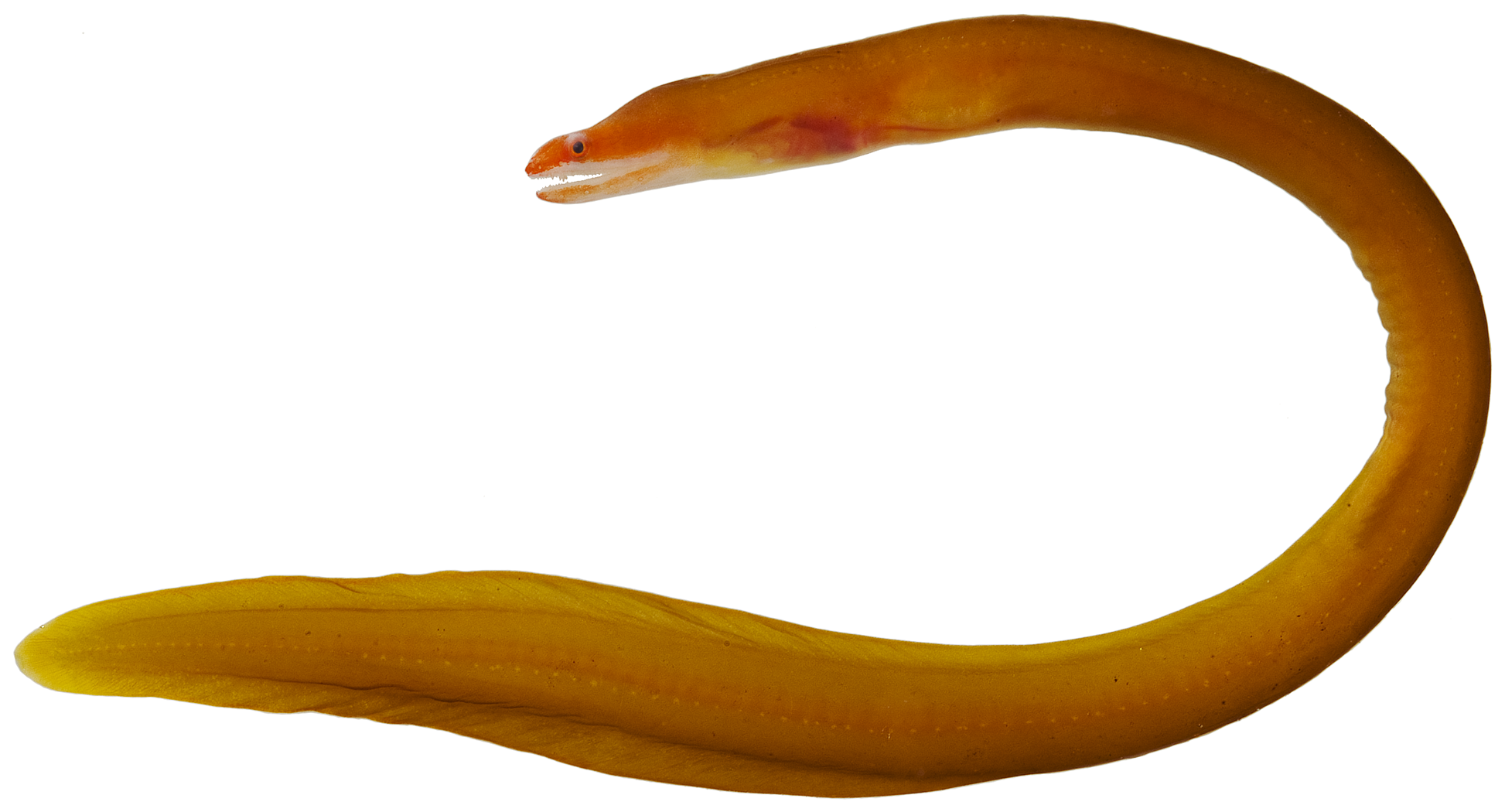
Monopenchelys acuta
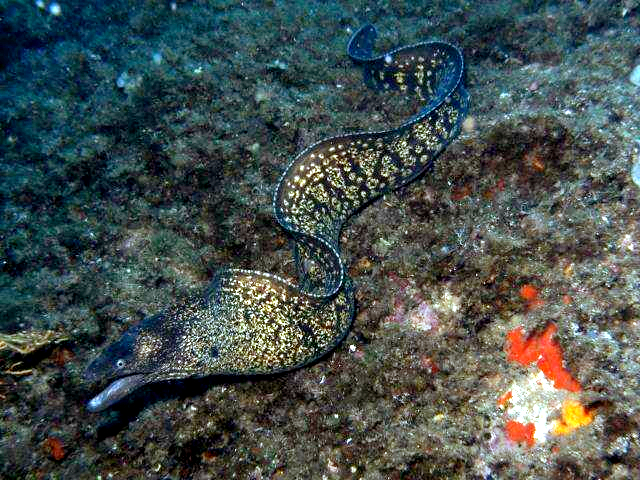
Muraena helena
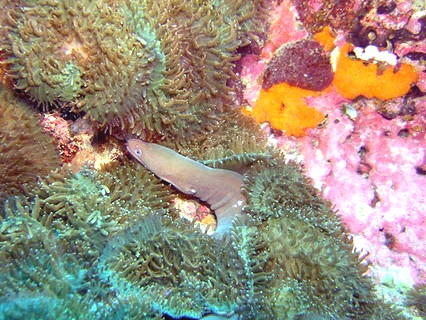
Pseudechidna brummeri
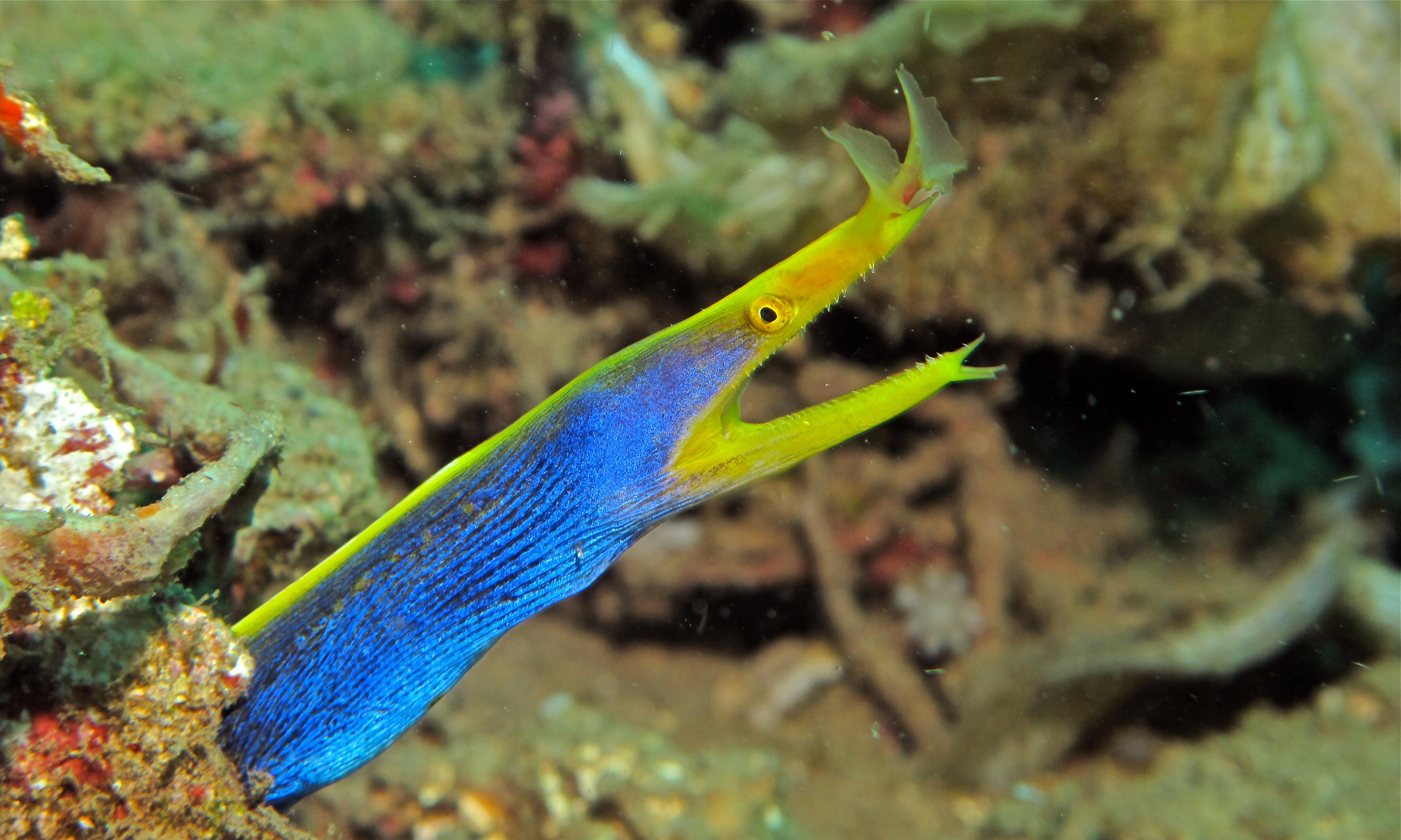
Rhinomuraena quaesita
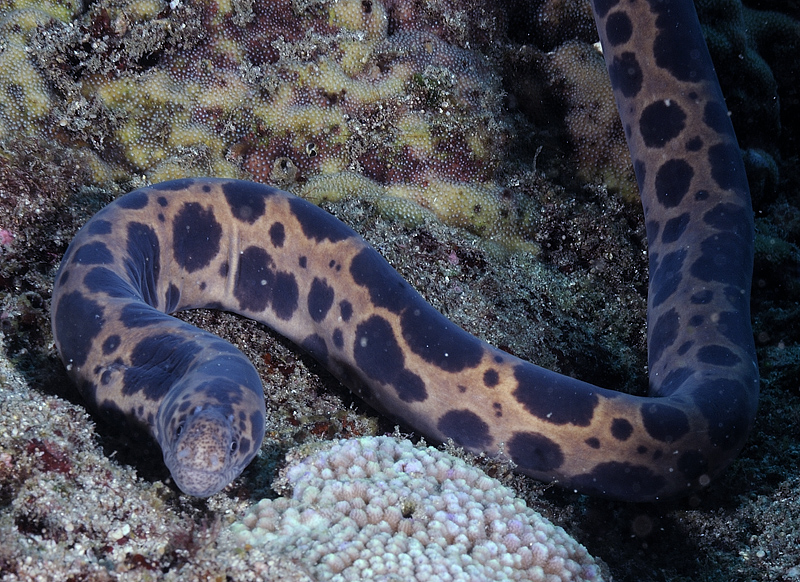
Scuticaria tigrina
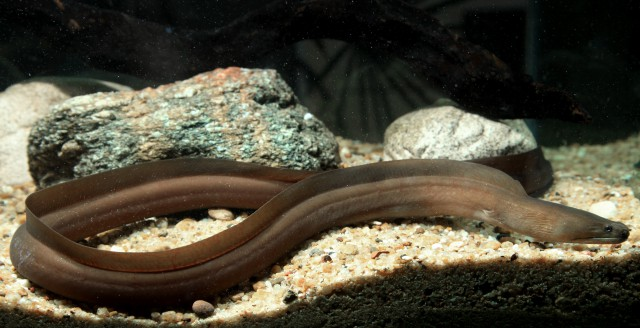
Strophidon sathete
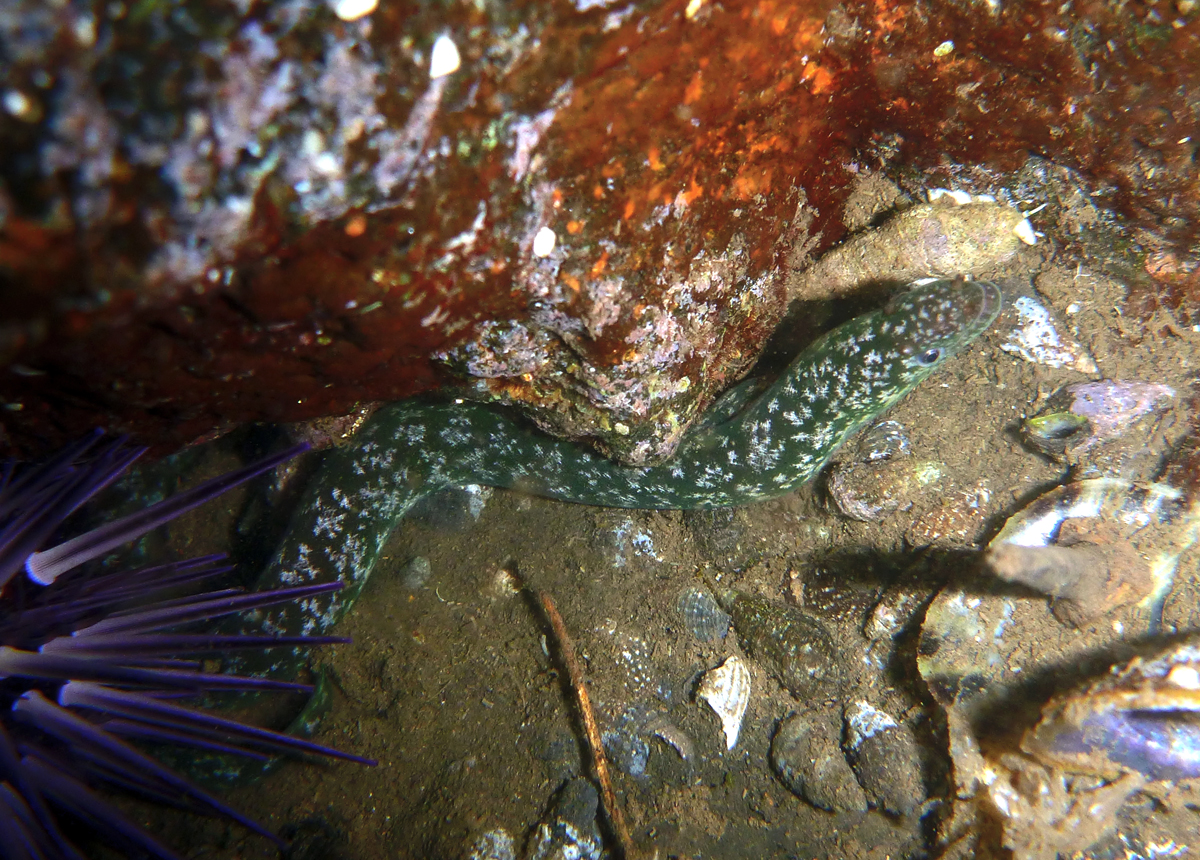
Uropterygius xanthopterus